# Dinosaur Planet
Dinosaur planet är en dokumentärserie från 2003, och som har visats på Discovery Channel. Programmet visar i 4 delar hur livet på jorden såg ut mot slutet av dinosauriernas tidsålder för 80 - 67 miljoner år sedan. Varje program visar olika dinosaurieindividers liv på dinosaurieplaneten. Emellanåt föreläser Scott Sampson om de fossila fynden som gett faktabaserade upplägg angående handlingen i varje avsnitt. Berättarröst var Christian Slater, och datoranimation från Meteor Studios ger liv till dinosaurierna i avsnitten.

## De 4 avsnitten

### Vita Tips resa
Gobiöknen i Mongoliet för 80 miljoner år sedan. Vita Tip är en Velociraptor, som har förlorat sin flock, och kämpar för att klara sig på egen hand. Hon gör ett misslyckat försök att döda en Prenocephale, och möter en flock Oviraptorer. Tip försöker i sin svåra situation livnära sig på att fånga ödlor. Till slut får hon tag på en Protoceratops att stilla hungern med. Inom kort möter hon några av sina egna. Tips nya familj blir hannen Blåbryn och två andra honor. Hon får sin första kull ungar tillsammans med Blåbryn, och hon höjer sig i rangordningen. Under en jakt efter Protoceratops blir Tips flock begravd i ett sandskred, och Tip måste vandra vidare - men inte ensam. Tip ger sig iväg med sina ungar, som snart blir stora, och kan bilda en ny flock.
Lista på djur:
- Okänt däggdjur (möjligen Deltatheridium)
- Oviraptor
- Prenocephale
- Protoceratops
- Shuvuuia
- Velociraptor
- Okänd ödla

### Pods färder
Europa för 80 miljoner år sedan. Europa är under denna tid ett virrvarr av öar, dominerande av växtätande dinosaurier som Iguanodon, Magyarosaurus, och köttätande Tarascosaurus. Bland dessa stora dinosaurier lever Pod, en hane av arten Pyroraptor. Han och hans systrar förlitar sig, liksom många andra Dromeosaurider, inte på storlek, utan på klipskhet. Han dominerar inte sina hemområden, tills en stor våg sköljer in från havet och tar honom till en ö där alla de sorters dinosaurier han känner till finns, men är mindre än på fastlandet. Han måste försöka anpassa sig i en miljö där dvärgarna av hans egen sort inte accepterar honom, och han möter landkrokodilen Allodaposuchus. Till slut möter han Troodon, och de accepterar honom lite som en medlem i flocken.
Lista på djur:
- Allodaposuchus
- Oidentifierad titanosaurie(normal storlek) (möjligen Ampelosaurus )
- Oidentifierad troodontid (möjligen Elopteryx )
- Oidentifierad plesiosaurie (möjligen Elasmosaurus )
- Ichthyornis
- Oidentifierad titanosaurie (dvärgstorlek) (möjligen Magyarosaurus )
- Pyroraptor
- Oidentifierad dromaeosaurid (troligen en dvärgform av Pyroraptor)
- Rhabdodon (normal och dvärgstorlek) (Identifierad som Iguanodon )
- Tarascosaurus

### Lilla Das jakt
Nordamerika, omkring 75 miljoner år sedan. Vi får se hur lilla Das, en ung Daspletosaurus försöker jaga, och förstör oddsen för sin mor och sina storasystrar. Deras mål är två unga individer ur en flock av Maiasaura, kallade Buck och Blade. Samtidigt håller ett vulkanutbrott på att ödelägga trakten där de bor, och till slut förintas dinosaurierna i området. Några miljoner år passerar, och sedan ersätts Maiasaurus av Edmontosaurus. De är större än Maiasaurus, men karaktären av Buck och Blade finns hos dem. Och Daspletosaurus har ersatts av Tyrannosaurus rex, och näringskedjan fortsätter i en större skala.
Lista på djur:
- Daspletosaurus
- Einiosaurus
- Edmontosaurus
- Maiasaura
- Orodromeus
- Troodon
- Quetzalcoatlus

### Alphas ägg
Utspelar sig i Sydamerika för 80 miljoner år sedan. Vi får följa Saltasaurushonan Alpha under hennes liv från att hon kläcks till strax efter att hon lagt sina första ägg vid 15 års ålder. Vi får se hennes konfrontationer med en Aucasaurus kallad Dragonfly, hur oddsen är emot henne, och hur hon överlever dem.
Lista på djur:
- Aucasaurus
- Alvarezsaurus
- Oidentifierad Carcharadontosaurid(troligen Aerosteron eller Giganotosaurus
- Notosuchus
- Saltasaurus